# Buzdohanj
Buzdohanj – wieś w Chorwacji, w żupanii primorsko-gorskiej, w gminie Čavle. W 2011 roku liczyła 1517 mieszkańców.